# Broadlands (Virginia)
Broadlands es un lugar designado por el censo situado en el condado de Loudoun, Virginia  (Estados Unidos). Según el censo de 2010 tenía una población de 12.313 habitantes. Se encuentra a 51 km al sur de Washington D. C., y a 14,5 km del Aeropuerto Internacional de Dulles. 

## Demografía
Según el censo de 2010, Broadlands tenía una población en la que el 71,5% eran blancos; el 5,7% afroamericanos; el 0,2% eran indios americanos y nativos de Alaska; el 17% eran asiáticos; el 0,1% hawaianos y otros isleños del Pacífico; el 1,% de otra raza, y el 4,1% a partir de dos o más razas. El 6,8% del total de la población eran hispanos o latinos de cualquier raza.